# 张杰 (配音员)
张杰（1978年11月27日—），又名阿杰、Ketsu，男，中国大陆配音演员、配音导演，729声工场联合创始人。

## 简历
张杰的中学时代正值译制片和引进动画片在中国大陆的兴盛时期，这使张开始了解到配音行业并有了从业的想法；2002年起，张在各种配音论坛等网站以业余爱好者的身份配音一些作品。2006年，张成为职业配音演员。初入行不久的张曾被配音导演批评咬字，他因而开始苦练基本功，也逐渐改变对配音的认识。此后，张陆续为多部热门影视作品如《三生三世十里桃花》中的“东华帝君”、《甄嬛传》“温实初”和《古剑奇谭》“百里屠苏”等主要角色配音，这也使他成为知名的配音演员；而他与边江、乔诗语和季冠霖因曾分别组合为多部热门电视剧男女主角配音，故曾被网友戏称中国电视剧“都是他们在谈恋爱”
张曾為光合積木配音組成員。2016年，张与紫堂宿合作，创办729声工场。

## 配音作品

### 影視作品

#### 电视剧
- 《李小龙传奇》布莱尔（泰德·杜伦 饰）
- 《鸳鸯河》韦涧清（谢君豪 饰）
- 《一千滴眼泪》林博雅（徐麒丰 饰）
- 《玫瑰江湖》明少卿（陈键锋 饰）

2009年
- 《宝莲灯前传》小金乌（余佳 饰）
- 《孔雀东南飞》焦仲卿（潘粤明 饰）
- 《苍穹之昴》顺桂（周骏 饰）、兰琴（李彦明 饰）、陈莲元
- 《金大班》盛月如（周渝民 饰）
- 《神枪手》刘主任（蒋昌义 饰）

2010年
- 《欢喜婆婆俏媳妇》铁长俊（高昊 饰）
- 《春光灿烂猪九妹》菲斯特/菲哥（刘小锋 饰）
- 《国色天香》香浩泽（高昊 饰）
- 《不如跳舞》罗鹏（钟汉良 饰）
- 《来不及说我爱你》慕容沣（钟汉良 饰）
- 《美人心计》刘盈（罗晋）聂风（黄海冰 饰）
- 《大丫鬟》萧清羽（陈思成 饰）
- 《男才女貌2》张伟齐（安七炫 饰）
- 《怒海雄心》（又名海上争雄，大航海Ⅱ）皇帝

2011年
- 《藏心术》周天麒（罗晋 饰）
- 《甄嬛传》温实初（张晓龙 饰）[4]
- 《西游记》（张纪中版）乌鸡国太子
- 《千山暮雪》慕振飞（赵楚仑 饰）
- 《天地姻缘七仙女》火龙子/沈瑞（赵鸿飞）
- 《爱情睡醒了》季如风（徐正曦 饰）
- 《新水浒传》花荣（张迪 饰）
- 《美人天下》明崇俨/明义（明道 饰）
- 《夏家三千金》严立恒（徐正曦 饰）
- 《宫》太子胤礽（宗峰岩 饰）十四阿哥胤祯（茅子俊 饰）
- 《青春旋律》汪雨航（古巨基 饰）

2012年
- 《倾城绝恋》永赫（田家达 饰）
- 《最美的时光》陆励成（钟汉良 饰）
- 《天涯明月刀》傅红雪（钟汉良 饰）
- 《爱啊哎呀，我愿意》谢超群（徐越 饰）
- 《童话二分之一》京伟（朱梓骁 饰）
- 《唐宫燕之女人天下》李隆基（李承铉 饰）
- 《倾城雪》杭景风（高昊 饰）
- 《亲爱的，回家》安亚康( 骆达华 饰)
- 《乱世佳人》贺天（陈键锋 饰）
- 《赏金猎人》安聘远（钱泳辰 饰）
- 《一触即发》杨慕初（钟汉良 饰）
- 《宫锁珠帘》李卫（王阳 饰）

2013年
- 《陆贞传奇》高湛（陈晓 饰）
- 《追魚传奇》展風/赵端（丁子峻 饰）[4]
- 《花非花霧非霧》齊飛 (張睿 飾)

2014年
- 《金玉良緣》柳文昭（王阳 饰）
- 《古剑奇谭》百里屠苏（李易峰 饰）[4]

2015年
- 《少年四大名捕》 無情 （楊洋 饰）
- 《瑯琊榜》列戰英（張雨劍 饰）卓青遥（言杰 饰）
- 《万万没想到第三季》 吳起靈（李媛 饰）
- 《新邊城浪子》 傅紅雪（朱一龍 饰）

2016年
- 《老九門》齊鐵嘴 （應昊茗 饰）[4]
- 《苏染染追夫记》萧沐尘(滕飞 饰）
- 《飞刀又见飞刀》李正（黄明 饰）
- 《青云志》张小凡、鬼厉（李易峰 饰）[4]
- 《九州·天空城》风刃（赵健 饰）
- 《煮妇神探》毛儒毅（贾乃亮 饰）
- 《太极宗师之太极门》陈如风（应昊茗 饰）
- 《寂寞空庭春欲晚》长庆（张晓晨 饰）
- 《美人為餡》 徐司白（李庚 饰）

2017年
- 《校花前传之很纯很暧昧》李博亮（陈柏融 饰）
- 《三生三世十里桃花》东华帝君（高伟光 饰）[4]
- 《大唐荣耀》李俶（任嘉伦 饰）
- 《拜托！别黑我！》蓝一鲸（黄由启 饰）
- 《醉玲珑》元湛（徐海乔 饰）
- 《镇魂街》曹焱兵（汪东城 饰）
- 《通天狄仁杰》狄仁杰（任嘉伦 饰）
- 《天泪传奇之凤凰无双》顾清鸿（张晓龙 饰）
- 《国士无双黄飞鸿》载鸷（经超 饰）
- 《那刻的怦然心动》 姚一鸣 （李湘台 饰）
- 《半妖傾城》 (第二季)  明夏 （張哲瀚 飾）

2018年
- 《凤囚凰》 王意之 （张馨予 饰）
- 《独孤天下》杨坚（张丹峰 饰）
- 《天乩之白蛇传说》 許宣/紫宣 （任嘉伦 饰）
- 《原来你还在这里》 徐致衡 （高圣远 饰）
- 《萌妻食神》夏淳于（徐志賢 饰）
- 《夜天子》葉小天（徐海喬 饰）
- 《莽荒紀》紀寧（劉愷威 饰）

2019年
- 《錦衣之下》 陸繹（任嘉伦 饰）

2020年
- 《三生三世枕上书》 东华帝君 (高伟光 饰)
- 《九州·天空城2》 雪景空/方無意 (徐正溪 饰)
- 《琉璃》 禹司鳳  (成毅 饰)

2021年
- 《千古玦塵》玄一

2022年
- 《馭鮫記》 長意（任嘉伦 饰）
- 《沉香如屑》 應淵（成毅 饰）
- 《少年歌行》 無心 （劉學義 饰）
- 《夜色傾心》 冷夜寒 （管櫟 饰）

#### 动画
※粗體字表示說明飾演的主要角色
- 名侦探柯南剧场版《业火的向日葵》工藤新一、怪盗基德
- 《风花仙子外传》 杨翰林
- 《航海王：狂热行动》托拉法爾加·D·瓦特爾·羅
- 名侦探柯南剧场版《沉默的15分钟》工藤新一、立原冬马
- 《狐妖小紅娘》 東方月初
- 《Kamon七界之诗》首部动画MV：赛伊昂斯
- 《侠岚》（千钧）
- 《星遊記》（哈雷 前代米龙 现任米龙 卡利亚）
- 《孔子》（少儿频道）
- 《龙斗台球》（范海蓝）
- 《加菲猫的幸福生活》（大陆公映版）
- 《秦汉英雄传》（张彪）[2]
- 《魔角侦探》（霍星、桃乐丝）
- 《四眼天鸡》(小天鸡)CCTV6
- 《青果校园》
- 名侦探柯南剧场版《漆黑的追踪者》（工藤新一）
- 《三国演义》（赵云、魏延、李肃、刘禅等）[2]
- 《青蛙军曹》DVD版（GIRORO伍长）
- 《闪电狗》公映版
- 迪士尼动画《小飞侠》电影频道（彼得潘）
- 《憨八龟》（百丈跳）
- 《奇趣宝典俱乐部》（洛仲天）
- 《太空堡垒·暗影编年》DVD版
- 《奇妙仙子》电影频道
- 《霍顿与无名氏》DVD版
- 《小战象》[3]
- 《十萬個冷笑話》 世界末日篇主角
- 《全职高手》 叶修
- 《全职高手2》 叶修
- 《我家大师兄脑子有坑》 东方纤云
- 《魔道祖师》 魏无羡（魏婴）
- 《名侦探柯南：零的执行人》工藤新一
- 《西行纪》如来
- 《少年歌行》无心
- 《槍神記》林小帥
- 《降靈記》 沐春陽
- 《我的逆天神器》小白/ 鴻蒙天鐘
- 《快把我哥帶走》萬歲
- 《魔术快斗1412》黑羽快斗/ 怪盗基德
- 《戀與製作人》白起
- 《時空使徒》彌琉
- 《LALALACOCO》普奇
- 《兩不疑》蕭錦昀
- 《大王饒命》聶廷、冰糖葫蘆大叔
- 《冰火魔廚》融念冰
- 《廚神小當家》凱由
- 《蒼蘭訣》東方青蒼
- 灌籃高手 THE FIRST SLAM DUNK 深津一成

#### 电影
- 《摩尔庄园冰世纪》尼克
- 《巴黎宝贝》旁白
- 《魁拔之十万火急》（卡拉肖克·潘）
- 《烈日下的葡萄干》 (CCTV-6)
- 《火线追凶》钟朗（钟汉良）
- 《我们结婚吧》（CCTV-6）
- 《麻辣宝贝》（尼尔）（CCTV-6）
- 《仙履奇缘》(CCTV6)
- 《歌舞青春3》（CCTV-6）
- 《偷天换日》（CCTV-6）
- 《爱丽丝梦游仙境》（海密士）
- 《极限空间》（珈罗瓦/阿雷胡·苏拉斯 饰）
- 《人生遥控器》(迈克纽曼/亚当桑德勒
- 《终结者4》（卡尔·瑞斯/布莱尔·威廉姆斯）
- 《特种部队之眼镜蛇的崛起》（白幽灵/李秉宪、眼镜蛇指挥官）&shy
- 《风云2》（绝心/谢霆锋）
- 《末路雷霆》（阿贡）
- 《2012》（印度科学家 小喇嘛 等）
- 《行动目标希特勒》
- 《孤胆义侠》
- 《变形金刚》
- 《澳洲乱世情》
- 《马克思佩恩》（Max Payne）DVD
- 《乱世佳人》（阿什利）DVD
- 《一球成名2》 DVD
- 《天使与魔鬼》 DVD
- 《国王班底》（杰克——裘德·洛 饰演）
- 《再世俏郎君》（艾利克斯——小罗伯特·唐尼 饰演）
- 《奶牛美女》 （CCTV-6）
- 《梦断花都》（萨蒂）（CCTV-6）
- 《天使之卵》（一本枪步太——市原隼人饰演）（CCTV6）
- 《赛场大返攻》（小斑）2005年 电影频道播出
- 《卡朋特的故事》（查尔斯）
- 《勇闯宝莱坞》
- 《爱情匹萨》（乔伊）（CCTV-6）
- 《伊丽莎白镇》（CCTV-6）
- 《亚特兰蒂斯帝国》（CCTV-6）
- 《铸剑》（CCTV-6）干将之子
- 《狂野大自然》（CCTV-6）
- 《侠侣探案》（CCTV-6）
- 《加勒比海盗3》公映版预告
- 《建党大业》罗家伦（王力宏 饰）
- 《摩尔庄园海妖宝藏》瑞琪
- 《十萬個冷笑話 (電影) 》世界末日篇主角

### 广播
- 《史上第一混乱》（北京文艺广播FM87.6，每晚22：30《广播剧场》）
- 《明朝那些事》（北京文艺广播FM87.6）
- 《话说天下》（北京文艺广播FM87.6，每晚22:00）

### 网络游戏
- 光荣真·三国无双OL（诸葛亮、曹丕）
- 日本光荣三国志OL（诸葛亮）
- 战锤ol（暗精灵）
- 《阴阳师》系统音
- 《戀与製作人》 白起
- 《江湖大夢》 胡鐵花
- 《楚留香》 胡鐵花
- 《夢間集》紫微軟劍 孤劍
- 《食物语》佛跳墙、蓮花血鴨、霸王別姬
- 《新笑傲江湖》林平之
- 《龙族幻想》楚子航
- 《非人学园》悟空
- 《時空中的繪旅人》艾因
- 《光與夜之戀》蕭逸
- 《靈貓傳》寧北

### 网络广播剧
- 《阴阳师恶搞》
- 《朝闻道》之松田
- 《台上台下》之凯尔
- 《相聚一刻》之三鹰
- 《FAinRO》之武僧
- 《未成年》预告旁白
- 《驿路》北尾
- 《不死日》新闻主播
- 《八麒麟》之供麒
- 《桃花深处》之唐僧
- 《风筝传说》预告旁白
- 《山中人兮芳杜若》之公子
- 《西风广播电台》之影子局长
- 《不要让他收到信》 父亲
- 《步步惊心》之八阿哥 1、2期，未完
- 《Crossing命运十字》之卢平 1—15期
- 《死亡笔记》之夜神月 预告，一话完结
- 《索多玛的苹果》之雷斯林 预告，2话，未完结
- 《狄俄尼索斯之祭》之亚森.加达神父 1—7话+三预告
- 《狐狸是怎样炼成的》之猫国王子 1—x话+番外视频配音
- 《阴阳师》之安倍晴明 栀子女、蟾蜍、白比丘尼三部完结
- 《雅典娜暴力烹饪室之恶魔附身事件》之撒加
- 《魂》预告（原著江南）之秋罗
- 《魂》正剧（原著江南）之秋罗
- 剑网三游戏视频连续剧《江影沉浮》第一集 明通（黎烈）
- 《博物志之白狐之乱》 之问天师尊
- 《开封奇谈》白菊花
- 《全职高手》叶修
- 《盲》魔道祖师衍生广播剧 薛洋
- 《相见欢》 李渐鸿、李衍秋
- 《杀破狼》 顾昀
- 《不死者》 颜豪
- 《默读》骆一锅、朗诵者、费承宇
- 《六爻》 嚴爭鳴
- 《小蘑菇》陆沨

### 网络剧
- 《仙剑客棧》 龙幽(陳熙明 飾)

### 单机游戏
- 《仙剑奇侠传四》魁召、夏元辰、耿峰
- 《仙剑奇侠传五》【大陸版】龙幽[5]
- 《仙剑奇侠传五前傳》龙溟
- 《軒轅劍陸》鳳天凌
- 《仙劍奇俠傳六》閑卿
- 《戀與製作人》 白起
- 《食物语》 佛跳墙、莲花血鸭、霸王別姬
- 《光與夜之戀》 蕭逸
- 《時空中的繪旅人》 艾因
- 《黑神話：悟空》 楊戩

### 网络翻配动画
- 《搞笑漫画日和之世界末日》主持人[3]
- 《棋魂》之佐为
- 《她和她的猫》
- 《战国无双Ⅱ》 杂贺孙市
- 《名侦探柯南--瞳孔中的暗杀者》之毛利小五郎
- 游戏《恶魔城》—月下夜想曲之里希特，图书馆爷爷
- 《红糖葫芦》厨师
- 《调酒师》调酒师
- 《圣斗士星矢》CR中文配音预告 沙加

### COS配音
- 真三国无双4COSPLAY 金戈铁马 制霸天下 旁白、张角、刘备、诸葛亮
- 七侠五义-风流天下 COSPLAY 旁白
- 钢炼cos剧《小红帽》 罗伊·马斯坦
- 【忠义堂】cos 《哪吒闹海》 北海龙王/龙三太子/龟丞相
- 【忠义堂】cos 《逆水寒》 戚少商

### 访谈
- 声创联盟之音第一期
- 09.12.16一听电台——阿杰专访
- 【决意五周年庆】【共话网配这些事儿系列访谈】【第一期】——阿杰maggie专访
- 【全优声】海选评委点评特别节目“海选进行时 【第二期 】 2011/02/27
- 【全优声】top show 北京落地赛点评特别节目 2011/04/24
- 广州青年杂志《赢未来》采访：幕前活泼，幕后落寞 百变“声”君的艰难“声”活 2011/05/16
- 安徽卫视《美人天下》首映大典（111123），11月10日录制与姜广涛、季冠霖、乔诗语、张丽敏共同参加

### 歌曲演唱
- 《空蝉之恋》中文版
- 《写不完的诗》
- 《DESTINY～宿命～》 阿杰&小云
- 《北京一夜》
- 《凡间》
- 《魔戒》
- 《千里之外》
- 《春よ、来い》
- 《牡丹江》
- 《痒》
- 《且试天下》-阿杰、HITA
- 《盛唐夜唱》
- 恶魔城月下夜想曲ED－《I am the wind》
- 帝国华击团正直军人大叔
- 胧月夜～祈り
- 阴阳师电波洗脑曲
- 音乐剧《伤》改编《3Q之伤》cos 腾讯
- 向来痴·记甄嬛温实初[ft.HITA]
- 殊途同路‧記眉莊溫實初【Ft.HITA】
- 《月若流金》（广播剧《杀破狼》主题曲）
- 《信仰》
- 《坐忘流雲》
- 《新霸王別姬》
- 《前方之前》—（《光与夜之恋》萧逸角色主题曲）
- 《不眠之夜》–（《崩壞：星穹鐵道》匹諾康尼主題曲）
- 《經過》–（《原神》四週年主題曲）
- 《扶搖》–（《六爻》廣播劇最終季主題曲）

### 其他
- 音乐剧《伤》之杰
- 阿杰牌铁锅
- 《紫川》报幕系统音
- UC录音片断
- 声创系统音
- 联盟之音系统音
- 北京首都生活电台 3月20日的播客秀----阿杰maggie专辑
- 北京卡酷卫视《十分开心》王烦
- 北京卡酷动画卫视（现卡酷少儿）频道声
- 专题节目《世界探索》解说
- 《风华录》 李白
- 晋江文学城出品拟人广播小剧场正式开播！【第一弹：大哥和二哥的二三事】——大哥（言情频道）
- 《全职高手》伪电影预告片花 叶修/叶秋
- VOCALOID4声库“乐正龙牙”的声源
- 音樂劇《宇宙大明星》